# Stanisław Orlewicz
Stanisław Antoni Orlewicz (ur. 2 kwietnia 1887 w Warszawie, zm. wiosną 1940 w Katyniu) – pułkownik lekarz Wojska Polskiego, ofiara zbrodni katyńskiej.

## Życiorys
Stanisław Orlewicz urodził się 2 kwietnia 1887 w Warszawie, w rodzinie Antoniego i Władysławy z Konstantynowiczów (1861–1938). W 1913, po ukończeniu studiów na Wydziale Lekarskim Uniwersytetu Jagiellońskiego w Krakowie, otrzymał dyplom lekarski. Uczestniczył w I wojnie światowej.
W czasie wojny z bolszewikami był szefem sanitarnym 11 Dywizji Piechoty. W 1920 pełnił służbę w Szefostwie Sanitarnym Dowództwa Okręgu Generalnego „Warszawa” w Warszawie. Na tym stanowisku 6 sierpnia 1920 został zatwierdzony z dniem 1 kwietnia 1920 w stopniu majora Korpusu Lekarskiego, w grupie „byłych Korpusów Wschodnich i byłej armii rosyjskiej”.
Od 1921 pełnił służbę w Szefostwie Sanitarnym Dowództwa Okręgu Korpusu Nr I w Warszawie, pozostając oficerem nadetatowym 1 batalionu sanitarnego. 3 maja 1922 został zweryfikowany w stopniu majora ze starszeństwem z dniem 1 czerwca 1919 i 105. lokatą w korpusie oficerów sanitarnych. W 1923 został przeniesiony do Departamentu VIII Sanitarnego Ministerstwa Spraw Wojskowych w Warszawie. W latach 1926–1928 był hospitantem Kursu Normalnego Wyższej Szkoły Wojennej w Warszawie. W 1928, po ukończeniu kursu, został przeniesiony do Wyższej Szkoły Wojennej, w charakterze wykładowcy. 18 lutego 1930 awansował na podpułkownika ze starszeństwem z dniem 1 stycznia 1930 i 5. lokatą w korpusie oficerów sanitarnych, grupa lekarzy. Na stopień pułkownika został mianowany ze starszeństwem z dniem 1 stycznia 1936 i 2. lokatą w korpusie oficerów zdrowia, grupa lekarzy. W 1939 pełnił służbę w Wyższej Szkole Wojennej na stanowisku kierownika przedmiotu służba zdrowia.
W czasie kampanii wrześniowej 1939 po agresji ZSRR na Polskę dostał się do niewoli sowieckiej. Przebywał w obozie w Kozielsku. Wiosną 1940 został zamordowany przez funkcjonariuszy NKWD w Katyniu i tam pogrzebany. Od 28 lipca 2000 spoczywa na Polskim Cmentarzu Wojennym w Katyniu.

## Upamiętnienie
Postanowieniem nr 112-48-07 Prezydenta RP Lecha Kaczyńskiego z 5 października 2007 został awansowany pośmiertnie na stopień generała brygady. Awans został ogłoszony 9 listopada 2007 w Warszawie, w trakcie uroczystości „Katyń Pamiętamy – Uczcijmy Pamięć Bohaterów”.
28 kwietnia 2009, w ramach akcji „Katyń... pamiętamy” / „Katyń... Ocalić od zapomnienia”, na skwerze przy ulicy Ignacego Daszyńskiego w Tuchowie został zasadzony Dąb Pamięci honorujący Stanisława Orlewicza.

## Ordery i odznaczenia
- Złoty Krzyż Zasługi (19 marca 1931)[11]